# Euphrasia mucronulata
Euphrasia mucronulata är en snyltrotsväxtart som beskrevs av Takenoshin Nakai och Arika Kimura. Euphrasia mucronulata ingår i släktet ögontröster, och familjen snyltrotsväxter. Inga underarter finns listade i Catalogue of Life.